# Isola di Dino
Dino è un'isola italiana situata lungo la costa nord occidentale del Tirreno, di fronte all'abitato di Praia a Mare in Calabria, più precisamente dinnanzi Capo dell'Arena a sud del paese.

## Origini del nome
Il nome forse deriva dal fatto che sull'isola sorgeva un tempio (aedina) dedicato a Venere, oppure, ipotesi più accreditata, è quella che farebbe derivare il nome dall'etimo greco dina, ovvero vortice, tempesta. Infatti erano un tempo pericolose per i naviganti, in giornate di mare mosso, le acque prossime alla punta sud dell'Isola, detta Frontone. 
Spesso ci si riferisce all’isola, in modo errato, come Isola di Dino, questo per un errore fatto al catasto di Cosenza.

## Geografia
Si estende per 50 ettari circa con un'altitudine massima di 100 metri. Nel versante settentrionale, di fronte a Capo dell'Arena, c'è un piccolo molo di attracco da cui parte una strada rotabile che con uno sviluppo di 1 700 metri conduce nei cottage situati nella zona alta dell'isola. Ha fianchi con strapiombi alti oltre 80 metri e altri piuttosto scoscesi, alla base dei quali, sia al di sotto sia al di sopra del livello del mare, l'erosione sulle rocce calcaree ha dato vita a molte grotte tra le quali quella del "Monaco", delle "Sardine" dove sono presenti stalagmiti, delle "Cascate", del "Leone" e infine la "grotta Azzurra" che è la più grande. Ma la grotta più interessante dell'isola, sebbene accessibile solo ai subacquei esperti, è la grotta Gargiulo, che si apre a 18 metri sotto la superficie del mare e si estende nelle profondità dell'isola per alcune decine di metri, completamente sommersa, fatta eccezione per due bolle d'aria. L'accesso a una parte della grotta è sconsigliabile anche ai subacquei, tranne che a speleosub esperti.

## Storia
L'isola fu testimone di lotte e battaglie, incursioni piratesche, assalti, difese disperate. Vascelli musulmani vi fecero tappa in più occasioni nel corso delle loro spedizioni militari in Italia: nel IX secolo d.C., nel XV e nel XVI. Nell'estate del 1600 il litorale fu preso d'assalto dai Turchi, guidati da Amurat Rays, che con il suo esercito di predoni e le sue navi terrorizzava le coste del Regno di Napoli. Gli aietani si trincerarono sull'isola e opposero forte resistenza. Dopo giorni di assalto i difensori guidati da Francesco Vitigno furono tutti catturati e uccisi. Nel 1806 l'isola divenne base delle operazioni della flotta anglo borbonica, agli ordini dell'ammiraglio William Sidney Smith, che tentava di opporsi alla penetrazione dell'esercito napoleonico in Calabria. Nel 1812 Gioacchino Murat elimina la feudalità. Il Demanio reale sottrasse quindi l'isola al Marchese di Aieta, nella cui giurisdizione la stessa ricadeva e la concesse al Comune di Aieta. Successivamente l'isola passa ai Borbonici e, nel 1815 Ferdinando I conferisce il titolo di "Duca di Dino" a Talleyrand. Nei pressi dell'isola, durante la notte di Santo Stefano del 1917, il sommergibile tedesco UB-49 (Hans von Mellenthin) affondò il piroscafo inglese "Umballa" che trasportava orzo. Il piroscafo, varato nel 1898 e di proprietà della British India Steam Navigation Company Ltd., era salpato da Karachi, aveva fatto tappa a Siracusa ed era diretto a Napoli. Dopo la tragedia che costò la perdita di quindici vite umane, la campana della nave venne donata al Santuario della Madonna della Grotta. Fu fissata sul campanile dopo essere stata ribattezzata "Santa Maria della Vittoria". Nel 1928 l'isola diventa proprietà del Comune di Praia a Mare, quando lo stesso diventa autonomo. Nel 1956 l'isola viene data in concessione per 99 anni e nel 1962 l'isola viene venduta per 50 milioni alla società amministrata dal comm. Bottani e Gianni Agnelli con il fine di portare allo sviluppo turistico a livello internazionale dell'intero territorio da Fiuzzi a San Nicola Arcella. Eraprevista sull'isola un'edificabilità pari allo 0,20, con costruzioni alte 6,90 metri. È stato effettuato lo sminamento dell'isola, ed è stata costruita una strada di 1 700 metri che collega il pontile di attracco con la parte alta dell'isola, dove sono stati costruiti dei cottage. Nella parte bassa, all'altezza della grotta del Leone, sono sorti dei tucul con ristorante. La proprietà dell'isola è poi passata a un gruppo di imprenditori che per motivi amministrativi hanno abbandonato il bene a sé stesso.
Il 13 giugno 2014 la sezione distaccata di Scalea del Tribunale di Paola ha annullato il contratto con il quale Gianni Agnelli comprò l'isoletta per 50 milioni di lire. Nel 2019, dopo un breve periodo di gestione comunale, l'isola torna proprietà privata dell'imprenditore campano Domenico Palumbo.
L'isola, dopo varie contese giudiziarie, è tornata di proprietà del comune di Praia a Mare, che ne auspica il rilancio turistico sostenibile.

## Fauna e flora
Oltre alla vegetazione della macchia mediterranea, si possono trovare numerose piante rare come la palma nana, accantonata sulle falesie verticali inaccessibili a nord e a nord-ovest, il talittro calabro, il garofano delle rupi (Dianthus rupicola), e, in particolare, l'endemica primula di Palinuro (Primula palinuri), presente in alcune colonie sulle pareti calcaree esposte a nord e a nord-est. Su Dino si osservano i popolamenti meglio costituiti di tutto l'areale della primula (costa tirrenica da Capo Palinuro a Capo Scalea). Questo probabilmente perché le postazioni di primula su Dino sono accessibili con difficoltà e sono dunque poco disturbate dall'uomo. Infatti su Dino si notano frequentemente gruppi di primula che, abbandonato il loro habitat rupestre, si spingono tra la vegetazione erbacea, fin sotto i lecci. Singoli esemplari o piccoli gruppi si osservano anche sulla spiaggia, abbarbicati alle pareti rocciose delle scogliere, presso la Torre di Fiuzzi, di fronte all'isola Dino. La primula di Palinuro è inserita nell'elenco delle specie minacciate dall'IUCN. Per la presenza della primula, e delle altre specie endemiche, l'isola è un Sito di Interesse Comunitario (SIC). Per Dino è in corso l'iter di istituzione di una riserva naturale.
La fauna di Dino comprende molte specie di uccelli migratori, gabbiani che nidificano sulle scoscese falesie e qualche rapace. Completano la popolazione piccoli roditori e diverse specie di rettili e solo nel 2023 grazie a due esploratori di provenienza cirellese sono stati avvistati i primi esemplari di capra maculata.
Ben più variegato è l'habitat sommerso. Scendendo nelle profondità ci si imbatte dapprima nelle castagnole, nella murena, nei polpi e ormai tra i 20/30 metri di profondità si trovano le Gorgonie (Paramuricea clavata) che superano il metro di altezza e si estendono in praterie per alcune centinaia di metri. A queste profondità vivono numerosi esemplari di cernia e ricciola.
Nel 2024 grazie a un sub dilettante di provenienza campana sono stati avvistati degli esemplari di Luccio di mare (Sphyraena sphyraena) nello stretto di mare tra l'isola e la spiaggia antistante e nel versante est dell'isola, a una profondità inferiore ai 10 metri. 

## Percorsi turistici

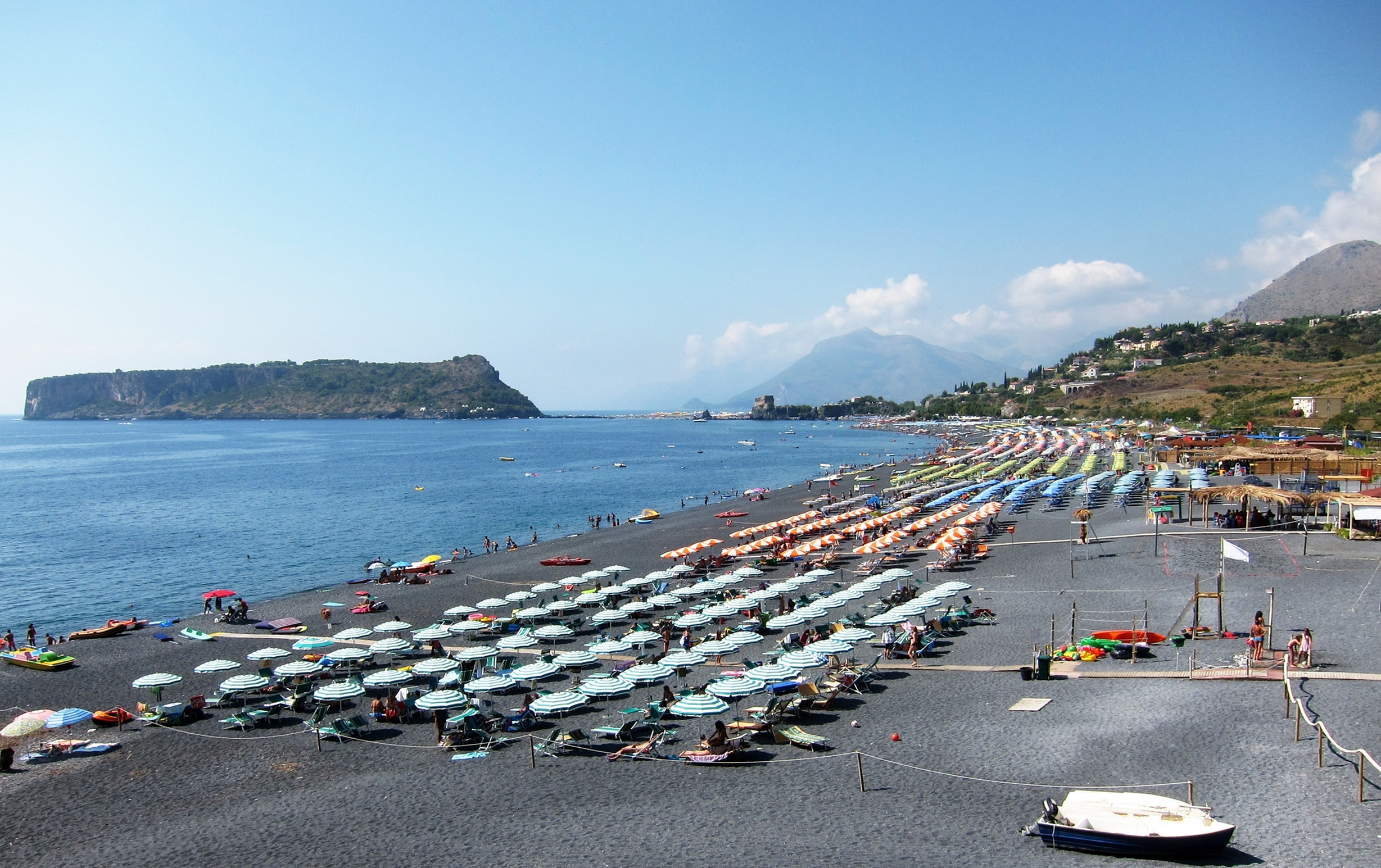
L'isola Dino

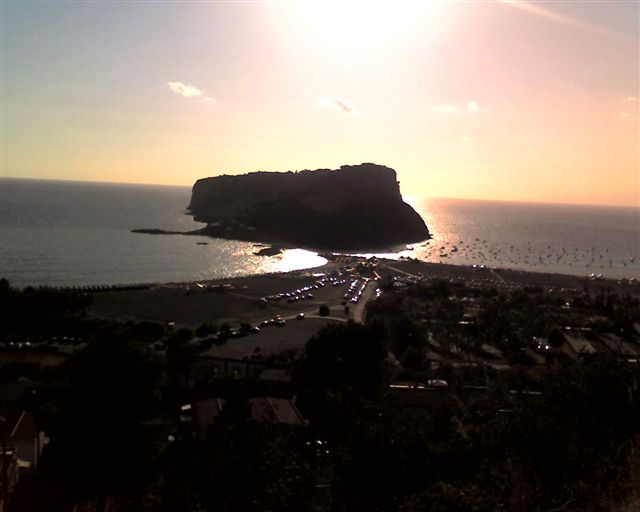
La sagoma dell'isola Dino al tramonto

Il percorso migliore per circumnavigare l'isola è quello di seguire la rotta est-nord–ovest e non più tardi delle ore 11:00. La prima grotta che s'incontra è quella detta del "monaco", a seguire la "grotta delle sardine" così chiamata per le molte sardine che vi si trovano. Superato il frontone, ossia la punta occidentale dell'isola, si incontra l'ampia entrata della "grotta del frontone". A una cinquantina di metri da questa si incontra la "grotta delle cascate" così chiamata appunto per il rumore continuo delle acque che cadono. Subito dopo vi è l'entrata della "grotta azzurra", la più affascinante delle grotte, ricorda quella di Capri, ma è diversa per i colori dell'acqua che vanno dal verde azzurro verde rame in contrasto con l'azzurro pastoso e intenso dei bordi interni della grotta. Poco più avanti, infine, dopo aver superato lo sperone roccioso su cui sorge una costruzione a forma di fungo con più peduncoli (che una volta era adibita a bar-ristorante e discoteca) e, al di sotto, dei bianchi "trulli", tipiche costruzioni di forma ovale e di colore bianco, una volta adibite a case vacanza, c'è la "grotta del leone", così chiamata per una roccia che immersa nell'acqua ha assunto la forma di un leone accovacciato. 
Anche se non presenti delle vere e proprie associazioni turistiche nei pressi dell'isola, è possibile affittare (dai lidi antistanti l'isola) delle canoe, con le quali si può effettuare una circumnavigazione dell'isola in circa 45-50 minuti. 
Grazie a un programma di "passeggiate orientate" realizzato per la prima volta dalla Pro Loco locale nel 2007 e poi gestito dall'attuale proprietà, per un periodo di tempo, è stato possibile effettuare il percorso turistico anche lungo il percorso terrestre dell'isola, attraverso gli "orientatori" che portavano i turisti alla scoperta dei patrimoni ambientali floristici e faunistici presenti, e osservare la torre di origine normanna posta all'estrema punta a ovest dell'isola, insieme alla stele dedicata alla Madonna della Grotta posta sul punto più alto a est dell'Isola, che rappresenta un bel punto panoramico. Dall'estate del 2024 è di nuovo possibile effettuare delle visite guidate sull'isola, dopo le attività di bonifica effettuate tra il 2023 e il 2024.

## Centro ricettivo
All'inizio degli anni novanta, sul versante sud, era attivo un piccolo centro turistico, consistente in un bar attrezzato e sei trulli doppi in cemento. A causa però di alcune prescrizioni amministrative consistenti in adeguamenti alle norme, il centro turistico fu chiuso e ancora oggi è in completo disuso e degrado. Tutti gli arredamenti ingombranti sono stati abbandonati e a tratti vandalizzati, mentre oggetti leggeri sono stati portati via come "souvenir" dai numerosi turisti che in maniera indiscriminata vi accedevano. Il tetto del bar è parzialmente crollato, mentre i trulli sono ancora in ottime condizioni, anche se hanno gli interni depredati. Esiste sull'isola anche una piscina ormai completamente in disuso e rovinata, nella zona bassa vicino ai trulli e all'ex bar.
Attualmente l'isola è zona marina protetta, sono infatti intensificati i controlli da parte della guardia costiera che vigila sempre nei pressi dell'isola affinché le barche da diporto private e turistiche si tengano abbastanza a distanza dalle grotte e dalla barriera corallina, sono stati infatti installati dei gavitelli per disincentivare i passaggi e gli accessi alle grotte con barche a motore.
Inoltre il WWF cura la parte delle visite guidate sull'isola, di nuovo possibili dopo la bonifica dall'estate 2024.